# Ustvarjalnost v organizaciji
Ustvarjálnost v organizácijah je proces, temelječ na ustvarjalnem logičnem mišljenju. Pri ustvarjalnem logičnem mišljenju sodelujejo prirojene nadarjenosti in vrsta priučenih veščin ter njihova uporaba pri reševanju vsakdanjih problemov. Ustvarjalnost je proces kreiranja novih idej ali iskanja novih povezav med že obstoječimi idejami. Inovativnost pa pomeni način praktične uporabe nove ideje.

### Pomembnost ustvarjalnosti v podjetništvu
Posledice ustvarjalnosti so nove ideje, ki jih navadno izkoriščamo, ko hočemo napraviti nov izdelek ali izboljšati obstoječega. »Zakaj bi morali kar naprej izboljševati stare izdelke in oblikovati nove drugačne, če so stari še dobri in uporabni?« S takim razmišljanjem mnoga podjetja izgubljajo tekmo s konkurenco. Na ravni organizacije igra ustvarjalnost ključno vlogo pri določanju, kako uspešna je organizacija. V prihodnosti bo napredek družbe, ki stoji na prospektivnih organizacijah, temeljil na njihovih sposobnostih ustvarjanja novih rešitev, spreminjanju idej v nove produkte in storitve.

### Ustvarjalni ljudje
V praksi razširjeno mnenje je, da so ustvarjalni ljudje posebneži z lastnostmi, ki jih ne more imeti vsak. Nekateri pisci menijo, da s takim načinom razmišljanja lahko od poskušanja in generiranja ustvarjalnih idej odvrnemo precej posameznikov. Temu pravimo, da je ustvarjalnost blokirana. Mnogi drugi strokovnjaki, tako kot npr. B. Baruch, pa trdijo, da so ustvarjalni ljudje predvsem tisti, ki se upajo vprašati »Zakaj?«, ne dušijo svoje prirojene ustvarjalnosti in ki znajo svoje zmogljivosti uveljaviti na različnih področjih. Vlaganje v nove ideje in sledenje razvojni spirali, je eden izmed ključnih elementov uspešnega trgovanja.

### Odpravljanje blokade ustvarjalnosti
Raziskovalci so ugotovili, da ustvarjalnosti pravzaprav ne manjka, pač pa je v vsakem posamezniku na ta ali oni način zadržana. Pravimo, da je blokirana. Vzrokov za to je več, jih je pa potrebno odpraviti, da bi se ustvarjalna moč vsakega človeka lahko sprostila. To naj bi bila tudi ena od nalog vodenja. Glavni zaviralci ustvarjalnosti so:
Negativen odnos. Vsak človek ima nek odnos do novosti. Mnogi se jih bojijo, drugi jih ne razumejo, tretji jih odklanjajo kar tako, ker so po naravi pesimistični. Odprava negativnega odnosa je sicer precej odvisna od njegove zakoreninjenosti. Vendar je že samo spoznanje, da smo črnogledi brez potrebe, lahko prcej velika pomoč pri odstranjevanju te blokade inovativnosti. Sprotno preverjanje stopnje svoje črnogledosti, pa jo lahko precej odpravi.
Strah pred neuspehom. To je ena najpogostejših in najbolj naravnih ovir ustvarjalnosti. Strah pred neuspehi lahko spremenimo, če spremenimo odnos do neuspehov. Zavedati se moramo, da je neuspeh svojevrsten način sprejemanja še ne dovolj dobre ideje in da bi kazalo poiskati boljšo rešitev. Kar pa najboljše naredimo z novo boljšo idejo! Zato je treba neuspehe sprejeti kot izzive in priložnosti, ki jih je potrebno izkoristiti. K takemu mišljenju nam najbolj lahko pripomore okolje in sicer z enakim razumevanjem neuspehov. Znani strokovnjak s področja managementa T. Peters poudarja, da imajo ljudje, ki svoje neuspehe štejejo kot stranski proizvod, gotovo več možnosti za končni uspeh.
Čezmerni stres. Ljudje, ki pogosto doživljajo različne, bolj ali manj močne pritiske iz okolja, jim vedno primanjkuje časa, imajo prezahtevne naloge in podobno, so nekoliko prikrajšani pri zaznavanju različnih možnosti, kar zahteva ustvarjalno mišljenje. Takšno hromljenje ustvarjalnega mišljenja je posledica prevelike zaskrbljenosti. Za odpravo te blokade lahko pomaga že načrtno organiziranje svojega dela, predvsem pa znanje o razporejanju dela v omejenem času.
Slepo upoštevanje pravil. Čeprav se različnim pravilom življenja ne moremo izogniti, je vendar veliko pretiravanja v tej smeri lahko resna ovira vsaki ustvarjalnosti. Ljudje, ki čutijo, da smejo delati samo tisto, kar je naloženo in tako, kot je naloženo, se bodo vedli povsem mehansko in ne bodo čutili, da bi morali o čem razmišljati. Zanje vse misli »delodajalec«. Odprava te blokade je v dobri meri odvisna od okolja. Namesto, da bi nalagali ljudem, kaj in kako morajo opraviti svoje delo, bi jim morali določiti samo cilj, kam morajo priti. Pot in ostalo pa bi prepustili domiselnosti vsakega »ustvarjalca«.
Sumničenja in domneve. Ljudje, ki vedno mislijo, da jih nekdo ogroža in napada njihovo ustvarjalnost, ki nikomur ne zaupajo in dvomijo v vsakogar, nimajo časa ustvarjalno razmišljati, ker so preveč obremenjeni s samim seboj. Tudi, če se jim kljub temu porodi ustvarjalna ideja, jo poskušajo predvsem zaščititi pred nepridipravi in je ne realizirajo. Blokade te vrste je mogoče odpraviti tako, da spemenimo svoj odnos, vsaj do najboližjih sodelavcev, kar seveda mnogokrat ni lahko.
Pretirano zanašanje na logiko. Tisti, ki preverjajo samo rešitve, ki se jim v osnovi zdijo logične, navadno ne najdejo novih idej, ker ne morejo iz tega okvira. Najboljše ideje pa so navadno tam, kjer jih nihče ne vidi-pred nosom, a na nenvadnem kraju. To blokado zlahka odpravimo, če se kdaj pa kdaj prepustimo svoji domišljiji in se tako vsaj za nekaj časa izognemo strogim pravilom logike.
Prepričanje, da nismo ustvarjalni. To pa je največja blokada ustvarjalnosti. Odpravimo jo lahko le sami. Če iskreno verjamemo, da nečesa ne zmoremo, tega tudi ne bomo storili. Ker tega ne zmoremo storiti, smo še bolj prepričani, da  imamo prav, ko mislimo, da tega ne zmoremo. Tako smo vedno bolj prepričani, da nismo ustvarjalni in bomo taki tudi ostali. Verjemite, da ste ustvarjalni in boste takšni tudi postali!
Ustvarjalno skupinsko delo se razlikuje od običajnega skupinskega dela. Pri običajnem skupinskem delu so pravila vedenja usmerjena v to, da vsakomur omogočajo, da pride do besede, pove svoje mnenje… pri ustvarjalnem skupinskem delu pa ne gre za izražanje mnenj, ampak za ustvarjanje idej, rešitev. Pri tem ni bistveno kdo se s kom strinja, kdo koga ne mara, kdo je tiho, kdo je zgovoren, ampak je pomembno, da vsi udeleženci drug drugemu asociativno spodbujajo ideje in s tem pomagajo do rešitve. Pomembno je tudi, da udeleženci svojih idej ne razlagajo, ker bi s tem ovirali asociativno sklepanje drugih udeležencev.
Ustvarjalno vedenje skupine se ne začne z idejami, ampak s problemi. Skupina si mora sama postaviti problem, na katerega bodo odgovarjali, iskali rešitve. Lahko pa se tudi skupinsko lotimo postavljanja problema. Mnogi ljudje mislijo, da morajo ljudje iskati rešitve, vendar se zdi, da se izvirnst prej kaže v postavljanju problema. Če nimamo problema, tudi ne bomo iskali novih rešitev. 
Nekaj pravil za ustvarjalno skupinsko iskanje rešitev:
- vprašanje na katero se iščejo odgovori mora biti napisano na vidnem mestu, da ga vsi udeleženci nenehno gledajo, ko se jim porajajo nove ideje
- naloga udeležencev je, da dajejo ideje, ne da kritizirajo ideje drugih ali razčiščujejo vzroke za nastali problem
- zaželeno je, da pride do neobičajnih predlogov, ker se s tem drugim udeležencem odpirajo asociacije v nova področja, kjer je mogoča rešitev, vendar vanj sami morda ne bi nikoli zašli
- po možnosti je treba ideje drugih združevati s svojimi in tako priti do nove ideje
- avtorstva nad idejami ni, da ne bi ustvarjalci svojih idej raje skrivali kot poročali o njih
- ni pomembna kakovost ampak količina idej. Iz obilice idej bomo verjetno lahko izbrali eno dobro ali celo najboljšo
- da se izognemo temu, da bi bili predolgi, ne razlagamo niti svojih idej, niti tujih
- idej ne vrednotimo, ker bi lahko ustavili `ustvarjalnostni proces
- dajemo samo osnovne zamisli, v stavkih s čim manj besed. Če je le mogoče povemo samo ključne besede
- vse ideje takoj zapišemo na tablo/letak, da jih vidijo vsi udeleženci[3]

### Tehnike ustvarjanja v skupini
Vsem tehnikam je skupno to, da omogočajo prosto pot različnim idejam, ki jih pomagajo oblikovati udeleženci v skupini. Če bi sami razmišljali o problemu, se prav gotovo ne bi spomnili vsega, kar se spomnimo, če razmišljamo v skupinah. 
Nevihta idej (brainstorming)
Nevihta idej (angl.: Brainstorming|brainstorming) je v Sloveniji in v svetu najbolj razširjena tehnika ustvarjalnega dela. Tehnika, ki je doživela mnogo sprememb, temelji na domnevi, da je treba omogočiti prosto pot idejam, ki jih ljudje nosijo v sebi in da je potrebno odstraniti vse ovire, ki bi jih lahko zaustavljale. Še več,s posebnimi postopki je potrebno povzročiti pravo nevihto idej (od tod ime tehnike).

#### Klasična nevihta idej
Za klasično nevihto idej  je najprimernejše število od tri do osem udeležencev. ti naj bi imeli čim bolj heterogeno znanje. Če pa gre za iskanje rešitev v okviru obstoječega znanja, je primerno tudi, če sodelujejo osebe z enakim znanjem. V obeh primerih pa je zaželeno, da sodelujeta tudi eden ali dva posameznika, ki nimata nikakršnega znanja o problemu, o katerem bodo razpravljali. to sta potencialna ustvarjalca nenavadnih idej in bosta vplivala na iskanje idej v najbolj zapuščenih delih človekove ustvarjalnosti. 

#### Razprava 66
Je posebna tehnika klasične nevihte idej, ki so jo razvili v Philipsu in se zato imenuje tudi Philips 66. Od klasične nevihte idej se razlikuje predvsem v tem, da sta čas za iskanje idej in število udeležencev omejena.
Iz možnih kandidatov za skupno ustvarjalno delo je potrebno oblikovati skupine po šest oseb, vsaka skupina išče rešitve šest minut. Od tod tudi ime te tehnike-razprava 66. Iskanje rešitev v teh šestih minutah poteka po načelih klasične nevihte idej. Po končanih šestih minutah, je organiziran plenum, na katerem predstavniki posameznih skupin poročajo o najdenih rešitvah ter tako o njih seznanijo še ostale. Po razpravi se udeleženci spet vrnejo v skupine, da bi v nadaljnih šestih minutah rešitve izboljšali ali našli nove. Tej fazi ponovno sledi plenum, razprava in izboljšanje idej. Krog ponavljamo toliko časa, dokler ne najdemo sprejemljivih in uporabnih rešitev.

#### Metoda SIL
To metodo za razliko od prejšnjih dveh uporabimo, ko iščemo odgovore na multidimenzionalna vprašanja. Ta metoda predpostavlja obvezno združevanje idej. Ko prvi in drugi udeleženec rešita problem, morata rešitve pojasniti, tako da ju enako razumeta. Nato ju morata spojiti v skupno rešitev. Ko tretji udeleženec najde tretjo rešitev, jo mora spojiti z že spojeno rešitvijo prejšnjih dveh itd.

#### Metoda 635
Zaradi zavlačevanja, ki je pomanjkljivost vseh tehnik, ki temeljijo na govornem prenašanju idej, so se rodile tudi tehnike, pri katerih udeleženci svojih idej ne pripovedujejo, ampak jih napišejo. Takšna je metoda 635. Ime je dobila, ker je v skupini šest udeležencev, od katerih mora vsak navesti tri ideje v petih minutah. Udeleženci sedijo v krogu in morajo svoje tri ideje napisati na listek. Po preteku petih minut predajo listek s svojimi idejami sosedu in od soseda z nasprotne strani prejmejo nov listek z idejami. Na vsak nov listek, ki ga dobijo morajo napisati nove tri ideje, ki pa so povezane s prej napisanimi tremi ali pa vsebujejo njihovo smiselno preoblikovanje ali dopolnitev, morda drugačno uporabo. Menjava listkov poteka toliko časa, da vsak dobi listek, na katerega je sam najprej napisal ideje. V pičlih tridesetih minutah tako lahko zberemo sto osem idej, ne da bi spregovoril en sam udeleženec.

#### Pisna nevihta idej (brainwriting pool)
Tudi pri tej metodi si udeleženci svoje ideje zapišejo kot pri metodi 635, vendar si idej ne podajajo v določenem vrstnem redu. Od štiri do osem udeležencev sedi, najbolje za okroglo mizo. Na sredini mize je kupček listkov, na katerih je nekaj idej že napisanih ali pa so listki prazni. Ta kup listkov imenujemo »pool«. Ko udeleženec napiše prve ideje na prazen listek, ga odloži na sredino mize. Hkrati vzame nov listek, na katerega je drug udeleženec že napisal nekaj idej, jih prebere in jim poskuša dodati nove. Ko ob listku nima več idej, ga vrne na sredino mize in vzame novega. To udeleženci ponavljajo toliko časa, dokler lahko ustvarjajo nove ideje.

### Izbira tehnike ustvarjanja v skupini
Poleg opisanih obstaja še mnogo različnih tehnik ustvarjalnega dela, ki jih lahko uporabimo pri skupnem ali individualnem delu. Ni potrebno, da bi vse obvladali, še manj je pomembno, da bi vse uporabili. Izbira tehnike ustvarjalnega dela je odvisna od okoliščin, kot so število udeležencev, vrsta problema, stopnja njegove težavnosti, razpoložljivega časa in podobno.
- kreativnost pri delu
- inovacija

1. ↑   Černe; Jaklič; Škerlavaj (2013).
2. ↑   Mumford (2011).
3. 1 2 3 4 5   Lipičnik; Možina (1993).